# Нові Тренькаси
Нові Тренька́си (рос. Новые Тренькасы, чув. Çĕнĕ Тренкасси) — присілок у складі Чебоксарського району Чувашії, Росія. Адміністративний центр Шинерпосинського сільського поселення.
Населення — 1491 особа (2010; 1505 у 2002).
Національний склад:
- чуваші — 90 %